# Torrenthorn
Torrenthorn är en bergstopp i Schweiz.   Den ligger i distriktet Leuk och kantonen Valais, i den södra delen av landet, 70 km söder om huvudstaden Bern. Toppen på Torrenthorn är 2 998 meter över havet, eller 109 meter över den omgivande terrängen. Bredden vid basen är 2,1 km.
Terrängen runt Torrenthorn är huvudsakligen mycket bergig. Närmaste större samhälle är Sierre, 14,5 km sydväst om Torrenthorn. 
Trakten runt Torrenthorn består i huvudsak av gräsmarker. Runt Torrenthorn är det ganska tätbefolkat, med 90 invånare per kvadratkilometer.